# Adaptateur pour téléphone analogique
Pour les articles homonymes, voir ATA.

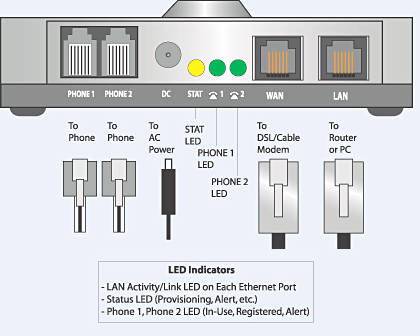
Un adaptateur téléphonique analogique typique pour connecter un téléphone analogique à un fournisseur de VoIP

Un adaptateur de terminal analogique (ATA) est un périphérique utilisé pour connecter un ou plusieurs appareils analogiques tels les téléphones standards, les fax ou les terminaux de point de vente (TPV) à un système de téléphonie numérique.

## Description
Un ATA se présente habituellement sous la forme d'un petit boîtier avec une alimentation et peut avoir un port ethernet, un ou plusieurs ports analogiques type FXS (au format RJ11) et un port analogique FXO. Il est ainsi possible de connecter un ou plusieurs terminaux analogiques sur l'ATA,,,.